# Făgetu (okręg Prahova)
Făgetu – wieś w Rumunii, w okręgu Prahova, w gminie Gura Vitioarei. W 2011 roku liczyła 1155 mieszkańców.